# 100 км ж.д.
100 км ж.д. — посёлок в Вельском районе Архангельской области. Входит в состав Муниципального образования «Усть-Вельское».

## География
Расположена на юге области и района, в лесной местности, в 8 км от города Вельска.
Климат
Находится на территории, приравненной к районам Крайнего Севера

## История
Населённый пункт возник у остановочного пункта 100 километр Северной железной дороги (код — 297629).

## Население
| 2002 | 2010 | 2012 | 2014 |
| ---- | ---- | ---- | ---- |
| 10   | ↗14  | →14  | ↘8   |

На 2014 год из 8 жителей населения до 16 лет — 2 человека, людей трудоспособного возраста — 4

## Инфраструктура
Путевое хозяйство.
Есть централизованное электроснабжение.
Учреждений социальной сферы нет.

## Транспорт
Посёлок доступен автомобильным и железнодорожным транспортом.
Есть автодорожное сообщение с административным центром района. Выезд на федеральную трассу М-8 Холмогоры, 720-й километр.